# Stunde Null
Stunde Null eller nulte time betegner den alment accepterede opfattelse af, at Tyskland efter 2. verdenskrig skulle starte helt forfra med alt. Begrebet har haft mange forskellige betydninger, og kan dække over mange forskellige eksempler på ting der startede på ny i Tyskland efter 2. verdenskrig.
Begrebet har især når det anvendes om de økonomiske forhold i Tyskland mødt bred kritik, fordi det insinuerer at Tyskland ikke havde noget som helst at starte en økonomi med. Dette anses for at være en myte, da meget industri og knowhow stadig var til stede i Tyskland efter krigen, og som var en af hovedårsagerne til den succesfulde tyske genopbygning, også kaldet Wirtschaftswunder.